# FA Cup 2002/03
Der FA Cup 2002/03 war die 122. Austragung des weltweit ältesten Fußballpokalturniers; The Football Association Challenge Cup oder kurz FA Cup. Der Pokalwettbewerb endete mit dem Finale am 17. Mai 2003 im Millennium Stadium in Cardiff, Wales. Der Sieger dieser Austragung war der FC Arsenal.

## Kalender
| Runde                              | Datum             |
| ---------------------------------- | ----------------- |
| Extra Vorrunde                     |                   |
| Vorrunde                           |                   |
| Erste Qualifikationsrunde          |                   |
| Zweite Qualifikationsrunde         |                   |
| Dritte Qualifikationsrunde         | 12. Oktober 2002  |
| Vierte Qualifikationsrunde         | 26. Oktober 2002  |
| Erste Hauptrunde                   | 16. November 2002 |
| Zweite Hauptrunde                  | 7. Dezember 2002  |
| Dritte Hauptrunde                  | 4. Januar 2003    |
| Vierte Hauptrunde                  | 25. Januar 2003   |
| Fünfte Hauptrunde                  | 15. Februar 2003  |
| Sechste Hauptrunde (Viertelfinale) | 8. März 2003      |
| Halbfinale                         | 13. April 2003    |
| Finale                             | 17. Mai 2003      |

## Modus
Kompletter Überblick bei: FA Cup
Der FA Cup wird in Runden ausgespielt. Teilnehmen kann jede Mannschaft, die ein bestimmtes Leistungsniveau hat und ein angemessenes Spielfeld besitzt. Gespielt wird i. d. R. nur mit einem Hinspiel. Bei unentschieden findet ein Rückspiel statt. Endet das Rückspiel ebenfalls unentschieden, geht das Spiel in Verlängerung bzw. Elfmeterschießen. Dieser Modus geht bis zur sechsten Hauptrunde. Ab dem Halbfinale gibt es nur ein Spiel ggf. mit Verlängerung und Elfmeterschießen. Jeder Sieger erhält eine Prämie aus den Fernsehgeldern, die nach Runde gestaffelt ist.

## Hauptrunde

### Erste Hauptrunde
Die Spiele wurden am 16. und 17. November 2002 ausgetragen. Die Wiederholungsspiele fanden zwischen dem 25. bis 26. November statt.
|                        | Ergebnis |                            | Zuschauer |
| ---------------------- | -------- | -------------------------- | --------- |
| FC Chesterfield        | 1:2      | FC Morecambe               | 3.703     |
| AFC Bournemouth        | 2:1      | Doncaster Rovers           | 5.371     |
| AFC Barrow             | 2:0      | FC Moor Green              | 2.650     |
| FC Bury                | 0:3      | Plymouth Argyle            | 2.987     |
| AFC Rochdale           | 3:2      | Peterborough United        | 2.566     |
| Yeovil Town            | 0:2      | Cheltenham Town            | 6.455     |
| Vauxhall Motors        | 0:0      | Queens Park Rangers        | 3.507     |
| Northwich Victoria     | 0:3      | Scunthorpe United          | 1.724     |
| Luton Town             | 4:0      | AFC Guiseley               | 5.248     |
| Swindon Town           | 1:0      | Huddersfield Town          | 4.210     |
| FC Scarborough         | 0:0      | Cambridge United           | 3.479     |
| Shrewsbury Town        | 4:0      | Stafford Rangers           | 5.114     |
| FC Wrexham             | 0:2      | FC Darlington              | 3.442     |
| Tranmere Rovers        | 2:2      | Cardiff City               | 5.592     |
| Stockport County       | 4:1      | St Albans City             | 3.303     |
| Wycombe Wanderers      | 2:4      | FC Brentford               | 5.673     |
| Kidderminster Harriers | 2:2      | Rushden & Diamonds         | 3.079     |
| FC Barnsley            | 1:4      | FC Blackpool               | 6.857     |
| Bristol Rovers         | 0:0      | FC Runcorn Halton          | 4.135     |
| Northampton Town       | 3:2      | Boston United              | 4.373     |
| Hull City              | 0:3      | Macclesfield Town          | 7.803     |
| Carlisle United        | 2:1      | Lincoln City F.C.          | 4.388     |
| Oldham Athletic        | 2:2      | Burton Albion              | 5.802     |
| Southend United        | 1:1      | Hartlepool United          | 4.984     |
| Port Vale              | 0:1      | Crewe Alexandra            | 5.507     |
| FC Southport           | 4:2      | Notts County               | 3.519     |
| Torquay United         | 5:0      | FC Boreham Wood            | 2.739     |
| York City              | 2:1      | Swansea City               | 2.948     |
| Hereford United        | 0:1      | Wigan Athletic             | 4.005     |
| Tiverton Town          | 1:1      | Crawley Town               | 1.840     |
| Colchester United      | 0:1      | Chester City               | 2.901     |
| Leyton Orient          | 1:1      | FC Margate                 | 3.605     |
| Slough Town            | 1:2      | Harrogate Railway Athletic | 1.687     |
| Farnborough Town       | 5:1      | Harrogate Town             | 1.090     |
| Forest Green Rovers    | 0:0      | Exeter City                | 2.147     |
| Heybridge Swifts       | 0:7      | Bristol City               | 2.046     |
| Stevenage Borough      | 1:0      | Hastings United            | 1.821     |
| Dover Athletic         | 0:1      | Oxford United              | 4.186     |
| Dagenham & Redbridge   | 3:2      | Havant & Waterlooville     | 1.546     |
| FC Team Bath           | 2:4      | Mansfield Town             | 5.469     |

Wiederholungsspiele
|                     | Ergebnis              |                        | Zuschauer |
| ------------------- | --------------------- | ---------------------- | --------- |
| Queens Park Rangers | 1:1 (3:4 i. E.)       | Vauxhall Motors        | 5.336     |
| Cambridge United    | 2:1                   | FC Scarborough         | 5.365     |
| Cardiff City        | 2:1                   | Tranmere Rovers        | 6.853     |
| Rushden & Diamonds  | 2:1                   | Kidderminster Harriers | 3.391     |
| FC Runcorn Halton   | 1:3                   | Bristol Rovers         | 2.444     |
| Burton Albion       | 2:2 n. V. (4:5 i. E.) | Oldham Athletic        | 3.416     |
| Hartlepool United   | 1:2                   | Southend United        | 4.080     |
| Crawley Town        | 3:2                   | Tiverton Town          | 3.907     |
| FC Margate          | 1:0                   | Leyton Orient          | 2.048     |
| Exeter City         | 1:0                   | Forest Green Rovers    | 2.951     |

### Zweite Hauptrunde
Die Spiele wurden am 7. und 8. Dezember 2002 ausgetragen. Die Wiederholungsspiele folgten am 17. bis 23. Dezember des Jahres.
|                            | Ergebnis |                      | Zuschauer |
| -------------------------- | -------- | -------------------- | --------- |
| FC Blackpool               | 3:1      | Torquay United       | 5.014     |
| FC Darlington              | 4:1      | Stevenage Borough    | 3.351     |
| Macclesfield Town          | 2:0      | Vauxhall Motors      | 2.972     |
| Crewe Alexandra            | 3:0      | Mansfield Town       | 4.563     |
| Shrewsbury Town            | 0:0      | AFC Barrow           | 4.210     |
| Stockport County           | 0:3      | Plymouth Argyle      | 3.571     |
| Bristol Rovers             | 1:1      | AFC Rochdale         | 4.369     |
| Oldham Athletic            | 1:2      | Cheltenham Town      | 4.416     |
| Southend United            | 1:1      | AFC Bournemouth      | 5.721     |
| Exeter City                | 3:1      | Rushden & Diamonds   | 2.277     |
| Scunthorpe United          | 0:0      | Carlisle United      | 3.590     |
| FC Margate                 | 0:3      | Cardiff City         | 1.362     |
| FC Southport               | 0:3      | Farnborough Town     | 2.534     |
| FC Morecambe               | 3:2      | Chester City         | 4.293     |
| York City                  | 1:2      | FC Brentford         | 3.517     |
| Wigan Athletic             | 3:0      | Luton Town           | 4.544     |
| Cambridge United           | 2:2      | Northampton Town     | 5.076     |
| Harrogate Railway Athletic | 1:3      | Bristol City         | 3.500     |
| Crawley Town               | 1:2      | Dagenham & Redbridge | 4.516     |
| Oxford United              | 1:0      | Swindon Town         | 11.645    |

Wiederholungsspiele
|                  | Ergebnis |                   | Zuschauer |
| ---------------- | -------- | ----------------- | --------- |
| AFC Rochdale     | 3:2      | Bristol Rovers    | 2.206     |
| AFC Bournemouth  | 3:2      | Southend United   | 5.456     |
| Carlisle United  | 0:1      | Scunthorpe United | 6.809     |
| Northampton Town | 0:1      | Cambridge United  | 4.591     |

### Dritte Hauptrunde
Die Spiele wurden am 4. bis 7. Januar 2003 absolviert. Nötige Wiederholungsspiele wurden für den 14. und 15. Januar angesetzt.
|                         | Ergebnis |                        | Zuschauer |
| ----------------------- | -------- | ---------------------- | --------- |
| FC Blackpool            | 1:2      | Crystal Palace         | 9.062     |
| FC Darlington           | 2:3      | Farnborough Town       | 4.260     |
| AFC Bournemouth         | 0:0      | Crewe Alexandra        | 7.252     |
| Preston North End       | 1:2      | AFC Rochdale           | 8.762     |
| FC Southampton          | 4:0      | Tottenham Hotspur      | 25.589    |
| FC Walsall              | 0:0      | FC Reading             | 14.457    |
| FC Gillingham           | 4:1      | Sheffield Wednesday    | 6.434     |
| Leicester City          | 2:0      | Bristol City           | 25.868    |
| Aston Villa             | 1:4      | Blackburn Rovers       | 23.884    |
| Bolton Wanderers        | 1:1      | AFC Sunderland         | 10.123    |
| Grimsby Town            | 2:2      | FC Burnley             | 5.350     |
| Macclesfield Town       | 0:2      | FC Watford             | 4.244     |
| Wolverhampton Wanderers | 3:2      | Newcastle United       | 27.316    |
| West Bromwich Albion    | 3:1      | Bradford City          | 19.909    |
| Shrewsbury Town         | 2:1      | FC Everton             | 7.800     |
| Sheffield United        | 4:0      | Cheltenham Town        | 9.166     |
| Ipswich Town            | 4:0      | FC Morecambe           | 18.529    |
| Manchester City         | 0:1      | FC Liverpool           | 28.586    |
| FC Fulham               | 3:1      | Birmingham City        | 9.203     |
| FC Brentford            | 1:0      | Derby County           | 8.709     |
| West Ham United         | 3:2      | Nottingham Forest      | 29.612    |
| Manchester United       | 4:1      | FC Portsmouth          | 67.222    |
| Norwich City            | 3:1      | Brighton & Hove Albion | 17.205    |
| Plymouth Argyle         | 2:2      | Dagenham & Redbridge   | 11.885    |
| FC Chelsea              | 1:0      | FC Middlesbrough       | 29.796    |
| Scunthorpe United       | 0:2      | Leeds United           | 8.329     |
| Cardiff City            | 2:2      | Coventry City          | 16.013    |
| Charlton Athletic       | 3:1      | Exeter City            | 18.107    |
| FC Arsenal              | 2:0      | Oxford United          | 35.432    |
| Stoke City              | 3:0      | Wigan Athletic         | 9.618     |
| Rotherham United        | 0:3      | FC Wimbledon           | 4.527     |
| Cambridge United        | 1:1      | FC Millwall            | 6.864     |

Wiederholungsspiele
|                      | Ergebnis              |                  | Zuschauer |
| -------------------- | --------------------- | ---------------- | --------- |
| Crewe Alexandra      | 2:2 n. V. (1:3 i. E.) | AFC Bournemouth  | 4.540     |
| FC Blackpool         | 0:1                   | Leicester City   | 6.938     |
| FC Reading           | 1:1 n. V. (1:4 i. E.) | FC Walsall       | 4.540     |
| AFC Sunderland       | 2:0                   | Bolton Wanderers | 14.550    |
| FC Burnley           | 4:0                   | Grimsby Town     | 5.436     |
| Dagenham & Redbridge | 2:0                   | Plymouth Argyle  | 4.530     |
| Coventry City        | 3:0                   | Cardiff City     | 11.997    |
| FC Millwall          | 3:2                   | Cambridge United | 7.031     |

### Vierte Hauptrunde
Die Spiele fanden am 25. und 26. Januar 2003 statt. Die erforderlichen Wiederholungsspiele wurden am 4. und 5. Februar ausgetragen.
|                         | Ergebnis |                      | Zuschauer |
| ----------------------- | -------- | -------------------- | --------- |
| AFC Rochdale            | 2:0      | Coventry City        | 9.156     |
| FC Southampton          | 1:1      | FC Millwall          | 23.809    |
| FC Watford              | 1:0      | West Bromwich Albion | 16.975    |
| FC Walsall              | 2:0      | FC Wimbledon         | 6.693     |
| FC Gillingham           | 1:1      | Leeds United         | 11.093    |
| Blackburn Rovers        | 3:3      | AFC Sunderland       | 14.315    |
| Wolverhampton Wanderers | 4:1      | Leicester City       | 28.164    |
| Shrewsbury Town         | 0:4      | FC Chelsea           | 7.950     |
| Sheffield United        | 4:3      | Ipswich Town         | 12.757    |
| FC Fulham               | 3:0      | Charlton Athletic    | 12.203    |
| FC Brentford            | 0:3      | FC Burnley           | 9.563     |
| Manchester United       | 6:0      | West Ham United      | 67.181    |
| Norwich City            | 0:0      | Dagenham & Redbridge | 21.164    |
| Crystal Palace          | 0:0      | FC Liverpool         | 26.054    |
| Farnborough Town        | 1:5      | FC Arsenal           | 35.108    |
| Stoke City              | 3:2      | AFC Bournemouth      | 12.004    |

Wiederholungsspiele
|                | Ergebnis              |                | Zuschauer |
| -------------- | --------------------- | -------------- | --------- |
| FC Millwall    | 1:2                   | FC Southampton | 10.197    |
| Leeds United   | 2:1                   | FC Gillingham  | 29.359    |
| AFC Sunderland | 2:2 n. V. (3:0 i. E.) | FC Reading     | 15.745    |
| FC Liverpool   | 0:2                   | Crystal Palace | 35.109    |

### Fünfte Hauptrunde
Die Begegnungen wurden am 15. und 16. Februar 2003 ausgetragen. Das Wiederholungsspiel folgte am 26. Februar.
|                         | Ergebnis |              | Zuschauer |
| ----------------------- | -------- | ------------ | --------- |
| FC Southampton          | 2:0      | Norwich City | 31.103    |
| Wolverhampton Wanderers | 3:1      | AFC Rochdale | 23.921    |
| AFC Sunderland          | 0:2      | FC Watford   | 26.916    |
| Sheffield United        | 2:0      | FC Walsall   | 17.510    |
| FC Fulham               | 0:0      | FC Burnley   | 13.062    |
| Manchester United       | 0:2      | FC Arsenal   | 67.209    |
| Crystal Palace          | 1:2      | Leeds United | 24.512    |
| Stoke City              | 0:2      | FC Chelsea   | 26.615    |

Wiederholungsspiel
|            | Ergebnis |           | Zuschauer |
| ---------- | -------- | --------- | --------- |
| FC Burnley | 3:0      | FC Fulham | 11.635    |

## Sechste Hauptrunde
Die Spiele fanden vom 8. und 9. März 2003 statt. Das Wiederholungsspiel fand am 25. März seine Austragung.
|                  | Ergebnis |                         | Zuschauer |
| ---------------- | -------- | ----------------------- | --------- |
| FC Arsenal       | 2:2      | FC Chelsea              | 38.104    |
| Sheffield United | 1:0      | Leeds United            | 24.633    |
| FC Watford       | 2:0      | FC Burnley              | 20.336    |
| FC Southampton   | 2:0      | Wolverhampton Wanderers | 31.715    |

Wiederholungsspiel
|            | Ergebnis |            | Zuschauer |
| ---------- | -------- | ---------- | --------- |
| FC Chelsea | 1:3      | FC Arsenal | 41.456    |

## Halbfinale
Die Spiele wurden am 13. April 2003 ausgetragen. Als Austragungsort diente für Arsenal gegen Sheffield das Old Trafford in Manchester. Der FC Watford und Southampton begegneten sich im Villa Park in Birmingham.
|            | Ergebnis |                  | Zuschauer |
| ---------- | -------- | ---------------- | --------- |
| FC Arsenal | 1:0      | Sheffield United | 59.170    |
| FC Watford | 1:2      | FC Southampton   | 42.602    |

## Finale
| FC Arsenal                                                                       | FC Arsenal | FC Southampton | FC Southampton | Aufstellung                                 |
| -------------------------------------------------------------------------------- | --- | --- | -------------- | ------------------------------------------- |
| FC Arsenal                                                                       | \| Samstag, 17. Mai 2003 um 15:00 Uhr (WESZ) in Cardiff, Wales (Millennium Stadium) \| \| Ergebnis: 1:0 (1:0) \| \| Zuschauer: 73.726 \| \| Schiedsrichter: Graham Barber \| \| Spielbericht \|                                            | \| Samstag, 17. Mai 2003 um 15:00 Uhr (WESZ) in Cardiff, Wales (Millennium Stadium) \| \| Ergebnis: 1:0 (1:0) \| \| Zuschauer: 73.726 \| \| Schiedsrichter: Graham Barber \| \| Spielbericht \|                                                                             | FC Southampton | Aufstellung FC Arsenal gegen FC Southampton |
| FC Arsenal                                                                       | David Seaman – Lauren Etame Mayer, Martin Keown, Oleh Luschnyj, Ashley Cole – Robert Pirès, Ray Parlour, Gilberto Silva, Freddie Ljungberg – Dennis Bergkamp (77. Sylvain Wiltord), Thierry Henry Cheftrainer: Arsène Wenger ( Frankreich) | Antti Niemi (66. Paul Jones) – Chris Baird (86. Fabrice Fernandes), Claus Lundekvam, Michael Svensson – Wayne Bridge, Paul Telfer, Matthew Oakley, Anders Svensson (75. Jo Tessem), Chris Marsden – Brett Ormerod, James Beattie Cheftrainer: Gordon Strachan ( Schottland) | FC Southampton | Aufstellung FC Arsenal gegen FC Southampton |
| FC Arsenal                                                                       | 1:0 Robert Pirès (38.) | | FC Southampton | Aufstellung FC Arsenal gegen FC Southampton |
| FC Arsenal                                                                       | Martin Keown (30.), Thierry Henry (66.) | James Beattie (31.), Paul Telfer (60.), Chris Marsden (77.), Michael Svensson (90.) | FC Southampton | Aufstellung FC Arsenal gegen FC Southampton |
| Samstag, 17. Mai 2003 um 15:00 Uhr (WESZ) in Cardiff, Wales (Millennium Stadium) | | |                |                                             |
| Ergebnis: 1:0 (1:0)                                                              | | |                |                                             |
| Zuschauer: 73.726                                                                | | |                |                                             |
| Schiedsrichter: Graham Barber                                                    | | |                |                                             |
| Spielbericht                                                                     | | |                |                                             |